# Meindl (firma)
 For alternative betydninger, se Meindl. (Se også artikler, som begynder med Meindl)
Lukas Meindl GmbH & Co.KG, mere almindeligt kendt som Meindl, er et tysk skotøjsfirma, der er hjemmehørende i Kirchanschöring i Bayern. Firmaet er kendt for sine kvalitetsprodukter, især støvler egnet til march og bjergvandring. 
Meindl er leverandør af kampstøvlen "Desert Fox", der anvendes af soldater i den britiske hær, inklusive Royal Marines, i Irak og Afghanistan. I 2001 var Meindls støvler også med i afprøvningen af støvler, der skulle afløse den tidligere anvendte kampstøvle i det danske Forsvar, men de tabte buddet til Ecco.[kilde mangler]

## Externt link
- Meindl's officielle hjemmeside Arkiveret 7. februar 2006 hos  Wayback Machine